# Franz Prati
Franz Prati (Domodossola, 16 marzo 1944) è un architetto e artista italiano.

## Biografia
Il Prati si laurea all'Università IUAV di Venezia nel 1969. Fu assistente di Costantino Dardi nella Facoltà di Architettura di Roma. Dal 1991 al 1995 fu docente presso la Facoltà di Architettura del Politecnico di Bari.
Dopo il 1995, mostrando la vena poliedrica, artistica e creativa della sua metodologia progettuale, comincio ad affiancare all'attività di architetto quella di designer, toccando anche il settore del vetro quando, tra il 1996 e il 1997, disegnò e seguì la realizzazione di una collezione di oggetti per la vetreria artistica Pauly di Murano, con l'obiettivo di realizzare opere al riparo dalla serialità della produzione industriale dilagante in quegli anni nel settore del vetro artistico.
Fu invitato diverse volte a esporre alla Biennale di Architettura di Venezia.
Oggi, docente all'università di Genova, si distingue nel panorama architettonico per intelligenza, cultura e capacità artistiche. Il lavoro del Prati, infatti, potrebbe essere definito come frutto del Genio artistico nel più alto significato del termine.

## Poetica
Il suo lavoro è considerabile sia come arte che architettura. Egli realizza disegni bellissimi di progetti reali. Un tentativo di costruire utopie realistiche che, al di là dell'antifona, sono esempi di come l'architettura possa essere veicolo di innovazione, storia e cultura. La grandezza di questo architetto italiano, troppo spesso dimenticato dalla critica, si capisce non solo dai suoi progetti, ma anche dal suo modo di comunicare ermetico e complesso in grado di affascinare le centinaia di studenti da lui avuti negli anni. Queste caratteristiche rendono la sua ricerca progettuale il frutto di una poetica artistica personale dal difficile approccio ma dalla straordinaria profondità contenutistica.